# Muhlenbergia polycaulis
Muhlenbergia polycaulis är en gräsart som beskrevs av Frank Lamson Scribner. Muhlenbergia polycaulis ingår i släktet muhlygräs, och familjen gräs. Inga underarter finns listade i Catalogue of Life.